# Cyclocosmia loricata
Cyclocosmia loricata là một loài nhện trong họ Ctenizidae.
Loài này thuộc chi Cyclocosmia. Cyclocosmia loricata được miêu tả năm 1842 bởi Carl Ludwig Koch.